# Университет Камерино
Университе́т Камери́но (итал. Università degli studi di Camerino) — университет, расположенный в Камерино, Италия. Основан в 1336 году и является одним из старейших в Италии.

## История
Уже в XIII веке в Камерино существовала школа, в которой происходило обучение гражданскому и каноническому праву, медицине и языкам. В архивах имеются сведения о том, что в 1321 году поэт и юрист Чино да Пистоя был приглашён из Сиены, где он жил, для преподавания в Камерино. В 1336 году апостольский нунций Бертран де Дё предоставил коммуне Камерино право назначения «капитанов искусств, советников и нотариусов» — этот год считается годом основания университета. В 1377 году папа Григорий XI предоставил школе право титул studium generale, фактически означающим признание школы в качестве университета. 15 июля 1727 года буллой папы Бенедикта XIII «Liberalium disciplinarum» в Камерино был формально учреждён Universitas studii generalis с теологическим, юридическим, медицинским и математическим факультетами, обладающий привилегиями папского университета. В 1733 (по другим данным — в 1753) году император Священной Римской империи Франц I Стефан принял решение о признании дипломов университета на всех территориях, подконтрольных империи, и предоставил его ректору титул пфальцграфа. Университет не функционировал во время французской оккупации Италии и несколько последующих лет в начале XIX века. Он возобновил работу в 1824 году, после издания папой Львом XIII буллы «Quod divina sapientia». В 1828 году к университету были присоединены Валентинианская библиотека (названная так по имени писатель Себастьяно Валентини, умершего в 1802 году и завещавшего свою библиотеку городу), метеорологическая станция и ботанический сад. В 1854 году частью университета стал музей зоологии и сравнительной анатомии. После объединения Италии в 1861 году учебное заведение получило звание «свободного университета». В 1958 году университет стал государственным.

## Обучение и научная работа
Учебные корпуса университета, помимо Камерино, находятся также в нескольких других окрестных коммунах, в том числе, в Асколи-Пичено, в Сан-Бенедетто-дель-Тронто, в Мателике и в Фабриано.
По состоянию на 2023/2024 учебный год в университете имеются следующие факультеты:
- архитектуры и дизайна
- биологии и ветеринарии
- науки и технологий
- фармации и здравоохранения
- юриспруденции

В состав университета входят также несколько значительных архивов.